# Memecylon petiolatum
Memecylon petiolatum är en tvåhjärtbladig växtart som beskrevs av Henry Trimen och Arthur Hugh Garfit Alston. Memecylon petiolatum ingår i släktet Memecylon och familjen Melastomataceae. Inga underarter finns listade i Catalogue of Life.